# 100 meter ryggsim för damer i simning vid olympiska sommarspelen 2012
Damernas 100 meter ryggsim vid olympiska sommarspelen 2012 ägde rum den 29 - 30 juli i London Aquatics Centre.

## Medaljörer
| Gren         | Guld               | Guld  | Silver                   | Silver | Brons              | Brons |
| 100m ryggsim | Missy Franklin USA | 58,33 | Emily Seebohm Australien | 58,68  | Aya Terakawa Japan | 58,83 |

## Resultat

### Heat
| Placering | Heat | Bana | Namn                    | Nationalitet   | Tid     | Noteringar |
| --------- | ---- | ---- | ----------------------- | -------------- | ------- | ---------- |
| 1         | 4    | 5    | Emily Seebohm           | Australien     | 58,23   | Q, 0OR0    |
| 2         | 6    | 4    | Missy Franklin          | USA            | 59,37   | Q          |
| 3         | 6    | 3    | Belinda Hocking         | Australien     | 59,61   | Q          |
| 4         | 6    | 5    | Aya Terakawa            | Japan          | 59,82   | Q          |
| 5         | 5    | 4    | Anastasija Zujeva       | Ryssland       | 59,88   | Q          |
| 6         | 4    | 6    | Georgia Davies          | Storbritannien | 59,92   | Q          |
| 7         | 5    | 6    | Julia Wilkinson         | Kanada         | 59,94   | Q          |
| 8         | 6    | 2    | Fu Yuanhui              | Kina           | 59,96   | Q          |
| 9         | 4    | 4    | Zhao Jing               | Kina           | 59,97   | Q          |
| 10        | 6    | 8    | Simona Baumrtová        | Tjeckien       | 59,99   | Q, 0NR0    |
| 11        | 5    | 5    | Rachel Bootsma          | USA            | 1.00,03 | Q          |
| 12        | 5    | 7    | Gemma Spofforth         | Storbritannien | 1.00,05 | Q          |
| 13        | 5    | 3    | Sinead Russell          | Kanada         | 1.00,10 | Q          |
| 14        | 6    | 1    | Alexianne Castel        | Frankrike      | 1.00,16 | Q          |
| 15        | 4    | 8    | Kirsty Coventry         | Zimbabwe       | 1.00,24 | Q          |
| 16        | 4    | 7    | Arianna Barbieri        | Italien        | 1.00,25 | Q, 0NR0    |
| 17        | 4    | 3    | Mie Nielsen             | Danmark        | 1.00,38 |            |
| 18        | 4    | 1    | Duane da Rocha          | Spanien        | 1.00,57 |            |
| 18        | 5    | 2    | Daryna Zevina           | Ukraina        | 1.00,57 |            |
| 20        | 4    | 2    | Sharon van Rouwendaal   | Nederländerna  | 1.00,61 |            |
| 21        | 6    | 6    | Jenny Mensing           | Tyskland       | 1.00,72 |            |
| 22        | 6    | 7    | Laure Manaudou          | Frankrike      | 1.01,03 |            |
| 23        | 3    | 4    | Maria Fernanda Gonzalez | Mexiko         | 1.01,28 |            |
| 24        | 5    | 1    | Fabíola Molina          | Brasilien      | 1.01,40 |            |
| 25        | 3    | 5    | Alicja Tchorz           | Polen          | 1.01,44 |            |
| 26        | 2    | 8    | Tao Li                  | Singapore      | 1.01,60 | 0NR0       |
| 27        | 5    | 8    | Elena Gemo              | Italien        | 1.01,77 |            |
| 28        | 3    | 2    | Carolina Colorado       | Colombia       | 1.01,81 |            |
| 29        | 3    | 8    | Kimberly Buys           | Belgien        | 1.01,92 | 0NR0       |
| 30        | 3    | 7    | Melissa Ingram          | Nya Zeeland    | 1.01,94 |            |
| 31        | 3    | 6    | Ekaterina Avramova      | Bulgarien      | 1.02,20 |            |
| 32        | 2    | 3    | Eygló Ósk Gústafsdóttir | Island         | 1.02,40 | 0NR0       |
| 33        | 2    | 4    | Melanie Nocher          | Irland         | 1.02,44 |            |
| 34        | 2    | 1    | Anja Čarman             | Slovenien      | 1.02,68 |            |
| 35        | 3    | 1    | Therese Svendsen        | Sverige        | 1.03,11 |            |
| 36        | 2    | 5    | Sanja Jovanović         | Kroatien       | 1.03,38 |            |
| 37        | 2    | 6    | Eszter Povázsay         | Ungern         | 1.03,55 |            |
| 38        | 2    | 7    | Jekaterina Rudenko      | Kazakstan      | 1.03,64 |            |
| 39        | 3    | 3    | Stephanie Au            | Hongkong       | 1.04,31 |            |
| 40        | 2    | 2    | Hazal Sarikaya          | Turkiet        | 1.04,80 |            |
| 41        | 1    | 3    | Karen Vilorio           | Honduras       | 1.06,38 |            |
| 42        | 1    | 4    | Monica Ramirez          | Andorra        | 1.07,72 |            |
| 43        | 1    | 5    | Ines Remersaro          | Uruguay        | 1.08,03 |            |
| 44        | 1    | 6    | Anahit Barseghyan       | Armenien       | 1.08,19 |            |
| 45        | 1    | 2    | Angelique Trinquier     | Monaco         | 1.10,79 |            |

### Semifinaler

#### Semifinal 1
| Placering | Bana | Namn             | Nationalitet   | Tid     | Noteringar |
| --------- | ---- | ---------------- | -------------- | ------- | ---------- |
| 1         | 4    | Missy Franklin   | USA            | 59,12   | Q          |
| 2         | 5    | Aya Terakawa     | Japan          | 59,34   | Q          |
| 3         | 7    | Gemma Spofforth  | Storbritannien | 59,70   | Q          |
| 4         | 6    | Fu Yuanhui       | Kina           | 59,82   | Q          |
| 5         | 2    | Simona Baumrtová | Tjeckien       | 1.00,02 |            |
| 6         | 1    | Alexianne Castel | Frankrike      | 1.00,24 |            |
| 7         | 8    | Arianna Barbieri | Italien        | 1.00,27 |            |
| 8         | 3    | Georgia Davies   | Storbritannien | 1.00,56 |            |

#### Semifinal 2
| Placering | Bana | Namn              | Nationalitet | Tid     | Noteringar |
| --------- | ---- | ----------------- | ------------ | ------- | ---------- |
| 1         | 4    | Emily Seebohm     | Australien   | 58,39   | Q          |
| 2         | 2    | Zhao Jing         | Kina         | 59,55   | Q          |
| 3         | 3    | Anastasija Zujeva | Ryssland     | 59,68   | Q          |
| 4         | 5    | Belinda Hocking   | Australien   | 59,79   | Q          |
| 5         | 6    | Julia Wilkinson   | Kanada       | 59,91   |            |
| 6         | 7    | Rachel Bootsma    | USA          | 1.00,04 |            |
| 7         | 8    | Kirsty Coventry   | Zimbabwe     | 1.00,39 |            |
| 8         | 1    | Sinead Russell    | Kanada       | 1.00,57 |            |

### Final
| Placering | Bana | Namn              | Nationalitet   | Tid     | Noteringar |
| --------- | ---- | ----------------- | -------------- | ------- | ---------- |
| 1         | 5    | Missy Franklin    | USA            | 58,33   | 0AR0       |
| 2         | 4    | Emily Seebohm     | Australien     | 58,68   |            |
| 3         | 3    | Aya Terakawa      | Japan          | 58,83   | 0AR0       |
| 4         | 2    | Anastasija Zujeva | Ryssland       | 59,00   |            |
| 5         | 7    | Gemma Spofforth   | Storbritannien | 59,20   |            |
| 6         | 6    | Zhao Jing         | Kina           | 59,23   |            |
| 7         | 1    | Belinda Hocking   | Australien     | 59,29   |            |
| 8         | 8    | Fu Yuanhui        | Kina           | 1.00,50 |            |